# Верхний (остров, Финский залив)
Верхний (фин. Vehkasaari) — российский остров в северо-восточной части Финского залива, административно подчинённый Выборгскому району Ленинградской области. Находится в 50 м к северо-востоку от острова Малый Пограничный. Рядом с Верхним лежит остров Овечий, а в полутора километрах к западу, на другом берегу рейда Штандарт, — остров Большой Пограничный. Прежде на Вехкасаари располагалась часть финской деревни Мартинсари, центр которой был на острове Малом Пограничном (тогда: Мартинсари).

## Топографические карты
- Лист карты P-35-127,128 Хамина. Масштаб: 1 : 100 000. Состояние местности на 1971 год. Издание 1974 г.